# Eupithecia peguensis
Eupithecia peguensis là một loài bướm đêm trong họ Geometridae.